# Jean-Paul Didierlaurent

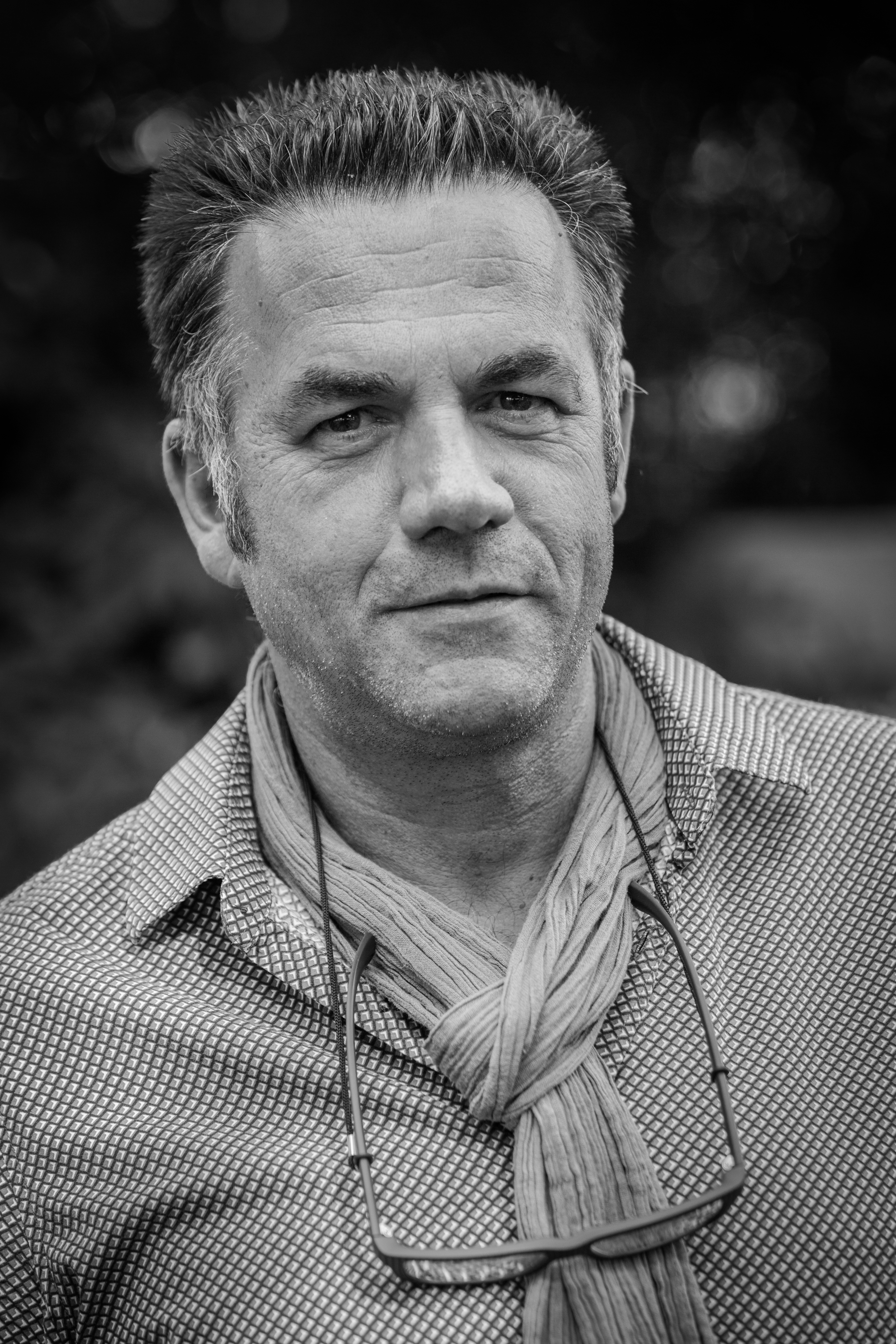
Jean-Paul Didierlaurent (2014)

Jean-Paul Didierlaurent (* 2. März 1962 in La Bresse, Département Vosges, Frankreich; † 5. Dezember 2021 in Straßburg) war ein französischer Schriftsteller.

## Leben
Jean-Paul Didierlaurent stammte aus La Bresse. Er studierte Werbung in Nancy. Nach einer kurzen Station in Paris führte es ihn wieder in seine Heimat, um bei einem Telekommunikationsanbieter zu arbeiten. Dort lebte er auch weiterhin.
1997 reichte er erstmals zwei Erzählungen bei einem Schreibwettbewerb ein und gewann. Zahlreiche weitere Texte wurden ebenfalls mit Preisen ausgezeichnet.
2014 veröffentlichte er seinen ersten Roman, Le liseur du 6h27 (dt. u. d. T. Die Sehnsucht des Vorlesers, 2017). Die französische Originalausgabe wurde mit mehreren Preisen ausgezeichnet und über 265 000 Mal verkauft (Stand: März 2016). Auch der deutschen Ausgabe gelang der Sprung auf die Spiegel-Bestsellerliste. Der Roman wurde bisher in 29 Sprachen übersetzt. Die Rechte für eine Verfilmung sind bereits vergeben.
Der Erzählband Macadam wurde 2015 in Frankreich veröffentlicht, die deutsche Übersetzung erschien 2017 (dt. u. d. T. Macadam oder Das Mädchen von Nr. 12).
Didierlaurents zweiter Roman Le Reste de leur vie erschien 2016.
Er starb am 5. Dezember 2021 im Alter von 59 Jahren an den Folgen einer Krebserkrankung.

## Werke und Auszeichnungen

### Erzählungen
(Wettbewerbsbeiträge und Einzelveröffentlichungen)
- Le Jardin des étoiles und Procession. 1997. (Prix Henri Thomas de la nouvelle littéraire de Saint-Dié-des-Vosges)
- Miroir d’encre. 1999 (Prix au Mans)
- L’Autre und Marée noire. 2000 (Prix à Villefranche de Rouergue für Marée noire)
- Reflets. 2002 (Prix à Villeneuve-lès-Maguelone)
- L’Envol. 2004 (Prix du Trophée de la Décennie; prix Henri Thomas)
- Le liseur. 2005 (Grand Prix de la Communauté française au concours des Prix littéraires de la Communauté francaise de Belgique)
- Puntilla. 2007
- Confession intime und Canicule. 2008 (Prix de la nouvelle gourmande de Périgueux für Confession intime)
- Sanctuaire. 2009
- Brume. 2010 (Prix International Hemingway)[6]
- Mosquito. 2012 (Prix International Hemingway)

### Romane und Erzählbände
- Le Liseur du 6h27. Roman, Au Diable Vauvert, 2014
  - Übers. Sonja Finck: Die Sehnsucht des Vorlesers. Roman. München 2017, dtv premium, ISBN 978-3-423-26078-7

(Prix du roman d’entreprise et du travail 2015, Prix Michel Tournier 2015, Prix du Festival du Premier Roman de Chambéry 2015, Prix du CEZAM Inter CE 2015, Prix du Livre Pourpre 2015, Prix Complètement livres 2016, SPIEGEL-Bestseller, Sparte Taschenbuch, für die deutsche Fassung)
- Macadam. Nouvelles, Au diable vauvert 2015
  - Übers. Sina de Malafosse: Macadam oder Das Mädchen aus Nr. 12. Elf Kurzgeschichten. dtv, München 2017, ISBN 978-3-423-26145-6
- Le Reste de leur vie. Roman. Au diable vauvert, 2016
  - Übers. Sina de Malafosse: Der unerhörte Wunsch des Monsieur Dinsky. dtv, 2016 ISBN 978-3-423-26162-3